# Dia Internacional del Càncer de Mama
El Dia Internacional del Càncer de Mama se celebra anualment el 19 d'octubre, i serveix de recordatori del compromís de la societat en la lluita del càncer de mama. L'objectiu final d'aquesta celebració és sensibilitzar i conscienciar la població de la importància del diagnòstic precoç d'aquest càncer (fent-se examen de mames regularment per a detectar qualsevol signe o anomalia) per tal de poder guanyar la lluita contra la malaltia, ja que aquesta esdevé el tumor més freqüent en dones arreu del món.

## Càncer de mama
El càncer de mama és un càncer que s'inicia a les cèl·lules del pit en dones i, més rarament tot i que també, en homes. A nivell mundial, és el segon tipus de càncer més freqüent després del de pulmó (10,4% del total de la incidència de càncer, comptats ambdós sexes) i la cinquena causa més comuna de mort per càncer. El 2004, el càncer de mama va causar 519.000 morts a tot el món (7% de les morts per càncer, gairebé l'1% de totes les defuncions). El càncer de mama és aproximadament 100 vegades més freqüent en les dones que en els homes, però les taxes de supervivència són iguals en ambdós sexes.
La detecció precoç permet detectar el càncer en una etapa molt inicial, quan encara no produeix molèsties i és més alta la possibilitat de curació. Un altre element bàsic per tal de reduir l'impacte de la malaltia és la prevenció; per disminuir el risc de tenir un càncer de mama, el Codi Europeu contra el càncer fa un seguit de recomanacions: mantenir un pes saludable i evitar la obesitat (especialment després de la menopausa), fer activitat física regularment, reduir el consum d'alcohol i practicar la lactància materna.

## Llaç rosa
El símbol del la lluita contra el càncer de mama és el llaç rosa, la conceptualització del qual s'ha atribuït a la neta d'Estée Lauder, Evelyn H Lauder. Sembla que la idea va sorgir el 1992 en una festa benèfica als Estats Units, en què es van trobar Eren Alexandra Penny i Evelyn Lauder, editora de Self –una revista de salut per a dones– i vicepresidenta de la firma Estée Lauder, respectivament. Paral·lelament, una dona que havia patit càncer de mama, Charlotte Hayley, va començar a vendre llaços amb una targeta en què explicava que, del pressupost anual de l'Institut de Càncer dels Estats Units –1,8 bilions de dòlars–, només un 5% anava a la prevenció del càncer. "Ajuda'ns a despertar els nostres legisladors i els Estats Units utilitzant aquest llaç", deia el cartell. Actualment l'organització Pink Ribbon International té els drets del llaç.